# Zaragoza (métro de Mexico)
Pour les articles homonymes, voir Zaragoza.
Zaragoza est une station de la Ligne 1 du métro de Mexico, située à l'est de Mexico, dans la délégation Venustiano Carranza.

## La station
La station est ouverte en 1969. Elle doit son nom à la Calzada Ignacio Zaragoza, où se trouve une statue équestre de ce  général de l'armée de l'Est, vainqueur de la bataille de Puebla. L'icône de la station représente ladite statue.
La station a servi de terminus à la ligne de son inauguration à 1984, quand fut inaugurée l'extension de la ligne au nouveau terminus de Pantitlán. C'est pourquoi on y trouve le premier et principal atelier de maintenance du métro.